# Малый Утрас
Малый Утрас — река в России, протекает в Шарьинском районе Костромской области. Устье реки находится в 0,4 км по правому берегу реки Большой Утрас. Длина реки составляет 20 км, площадь водосборного бассейна 97,9 км². 
Исток реки находится южнее деревни Барабаново в 31 км к юго-западу от Шарьи. Река течёт на север, крупных притоков и населённых пунктов нет. Впадает в Большой Утрас 400 метрами выше впадения самого Большого Утраса в Ветлугу.

## Данные водного реестра
По данным государственного водного реестра России, относится к Верхневолжскому бассейновому округу, водохозяйственный участок реки — Ветлуга от истока до города Ветлуга, речной подбассейн реки — Волга от впадения Оки до Куйбышевского водохранилища (без бассейна Суры). Речной бассейн реки — Верхняя Волга до Куйбышевского водохранилища (без бассейна Оки).
По данным геоинформационной системы водохозяйственного районирования территории РФ, подготовленной Федеральным агентством водных ресурсов:
- Код водного объекта в государственном водном реестре — 08010400112110000041875
- Код по гидрологической изученности (ГИ) — 110004187
- Код бассейна — 08.01.04.001
- Номер тома по ГИ — 10
- Выпуск по ГИ — 0